# Viinîțea, Lokaci
Viinîțea (în ucraineană Війниця) este localitatea de reședință a comunei Viinîțea din raionul Lokaci, regiunea Volînia, Ucraina.

## Demografie
Componența lingvistică a localității Viinîțea
     Ucraineană (99,33%)
     Alte limbi (0,67%)
Conform recensământului din 2001, majoritatea populației localității Viinîțea era vorbitoare de ucraineană (99,33%), existând în minoritate și vorbitori de alte limbi.